# Sami Ristilä
Sami Ristilä (Valkeakoski, 15 augustus 1974) is een Fins voormalig voetballer en huidig voetbalcoach. Hij speelt als middenvelder. Vanaf het seizoen 1996/97 tot en met het seizoen 1998/99 speelde hij voor FC Zwolle in de Eerste divisie. Hij was drie seizoenen (2009–2012) trainer van FC Haka.

## Erelijst
FC Jokerit
- Suomen Cup

1999
 FC Haka
- Fins landskampioen

2004
- Suomen Cup

2002
 Drogheda United
- FAI Cup

2005
- Setanta Cup

2006, 2007

## Carrière

### Spelerscarrière
| Seizoen   | Club            | Land      | Competitie     | Wed. | Goals |
| --------- | --------------- | --------- | -------------- | ---- | ----- |
| 1994/95   | FC Haka         | Finland   | Veikkausliiga  | 24   | 9     |
| 1995/96   | FC Haka         | Finland   | Veikkausliiga  | 23   | 2     |
| 1996/97   | FC Zwolle       | Nederland | Eerste divisie | 26   | 8     |
| 1997/98   | FC Zwolle       | Nederland | Eerste divisie | 28   | 4     |
| 1998/99   | FC Zwolle       | Nederland | Eerste divisie | 25   | 5     |
| 1999–2001 | FC Jokerit      | Finland   | Veikkausliiga  | –    | –     |
| 2001–2002 | MyPa            | Finland   | Veikkausliiga  | 28   | 6     |
| 2002–2005 | FC Haka         | Finland   | Veikkausliiga  | –    | –     |
| 2005–2008 | Drogheda United | Ierland   | Eircom League  | –    | –     |
| 2009      | FC Haka         | Finland   | Veikkausliiga  | 16   | 2     |
| Totaal    | Totaal          | Totaal    | Totaal         | 168  | 36    |